# اسنیژانا پژجیچ
اسنیژانا پژجیچ (انگلیسی: Snježana Pejčić؛ زادهٔ ۲۵ ژانویهٔ ۱۹۸۲) از برندگان مدال‌های بازی‌های المپیک تابستانی و ورزشکار ورزش تیراندازی اهل کرواسی است.